# Бромидж
Бро́мидж — остров архипелага Земля Франца-Иосифа. Наивысшая точка острова — 392 метра. Административно относится к Приморскому району Архангельской области России.

## Расположение
Остров Бромидж расположен в центральной части архипелага в группе плотно прилегающих друг к другу островов. В 3 километрах к северо-востоку от Бромиджа расположен остров Нансена, к югу, за нешироким, около 800 метров, проливом Ньюкома находится остров Притчетта, на юго-востоке на расстоянии 2,5 километра, отделённый проливом Садко, лежит остров Брайса.

## Описание
Остров имеет неровную овальную форму, расстояние от мыса Стог на северо-западе острова до мыса Мур на юго-востоке — немногим более 10 километров. Бо́льшая часть остова Бромидж покрыта льдом, свободными ото льда остаются несколько скалистых участков вдоль побережья.

## Топографические карты
- Лист карты U-40-XXXI,XXXII,XXXIII остров Мак-Клинтока. Масштаб: 1 : 200 000. Издание 1971 г.